# Центральные казармы (Выборг)
Центральные казармы — комплекс построек военного ведомства, возведённый в XVIII—XX веках в Выборге и впоследствии приспособленный под размещение музея. Занимающие обширный квартал в центре города Выборга между Крепостной улицей, Ленинградским проспектом, Театральной площадью и парком имени Ленина сооружения в классицистическом и «кирпичном» стилях включены в перечень памятников архитектуры.

## История
После взятия Выборга русскими войсками в 1710 году на территории Рогатой крепости (так называемый Земляной город, или Вал) стали появляться одноэтажные постройки военного ведомства. К этому времени относится сооружение сохранившегося до настоящего времени порохового погреба. А после обширного городского пожара 1738 года, когда погорельцы были расселены по предместьям — Выборгскому и Петербургскому форштадтам — вся Рогатая крепость была передана в ведение военных, и горожанам селиться в ней было запрещено. Значительная часть территории Вала вдоль крепостной стены согласно проведённой в 1740-х годах перепланировке отводилась под размещение казарм. 
Новая перепланировка кварталов военного ведомства была проведена после большого городского пожара 1793 года. Их центром согласно генеральному плану, утверждённому в 1794 году императрицей Екатериной II, становилась главная городская площадь с ансамблем общественных зданий в стиле классицизма: городского собора, дворца наместника, здания городского общества, подковообразных в плане гостиного двора и присутственных мест. Но после ликвидации наместнического правления при Павле I земельные участки, предназначавшиеся под строительство присутственных мест и домов губернатора и вице-губернатора, были снова переданы под военное строительство, осуществлявшееся в гарнизонных городах в рамках военных реформ императора. В результате в конце XVIII века у крепостной стены на углу Соборной и Парадной площадей сформировался квартал из четырёх длинных одноэтажных казарменных корпусов.

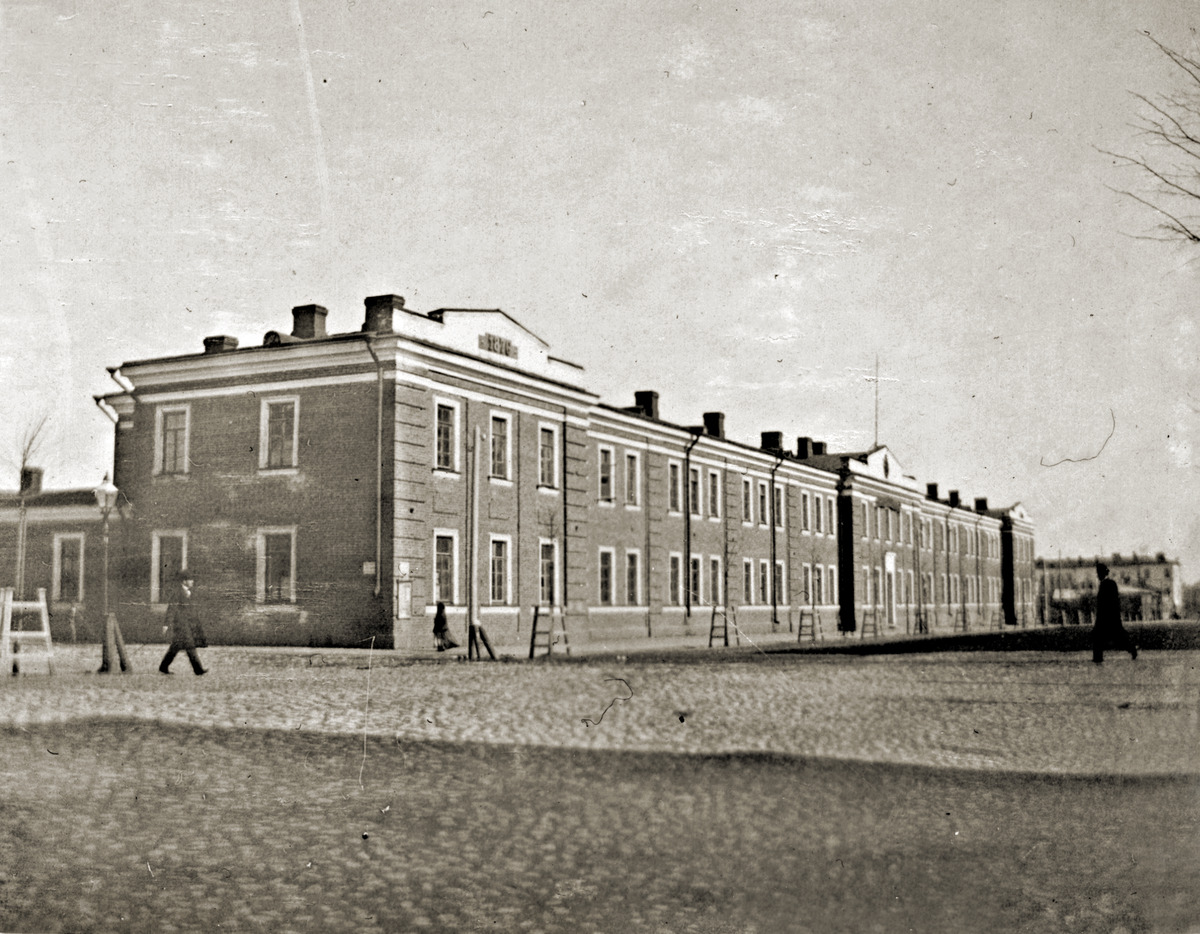
Утраченный корпус (возведён в 1876—1877 годах). Вид со стороны женской гимназии

Окончательно границы квартала сложились в конце XIX века, в связи с очередной перепланировкой после сноса устаревших городских укреплений, место которых в соответствии с генеральным планом города, разработанным в 1861 году выборгским губернским землемером Б. О. Нюмальмом, заняли Александровский проспект и городской парк-эспланада. В 1870-х годах были построены два новых двухэтажных краснокирпичных казарменных корпуса: частично одноэтажный, протянувшийся вдоль парка, и корпус, обращённый фасадом к проспекту, возведённый в 1876—1877 годах. К 1880-м годам относится строительство в глубине квартала более скромных по размеру хозяйственных построек, выполненных в том же «кирпичном стиле» (мастерские, кухня, столовая и др.). В казармах был расквартирован Финляндский 8-й стрелковый полк Русской императорской армии. 

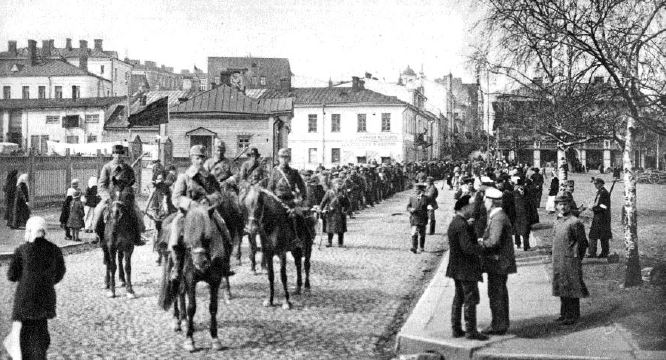
Конвоирование пленных ко входу в лагерь. Май 1918 года

После провозглашения независимости Финляндии комплекс построек перешёл в распоряжение финских вооружённых сил. В ходе Гражданской войны в Финляндии казарменный корпус XVIII века, обращённый фасадом к Соборной площади, был разрушен. В апреле 1918 года Выборг заняли белофинские войска, и с мая по декабрь 1918 года в помещениях казарм находился лагерь, где содержались пленные финские красногвардейцы. Многие из них погибли в лагере. Затем здесь размещались финские военно-учебные части, сменённые аналогичными советскими подразделениями военно-морского флота в результате советско-финских войн (1939—1944), в ходе которых военный городок сильно пострадал: в частности, был утрачен казарменный корпус, возведённый в 1876—1877 годах. 
В 1958—2013 годах действовал учебный отряд — школа младших авиационных специалистов (ШМАС). Учебные роты переведены в Санкт-Петербург и размещены на Васильевском острове. О периоде, когда в военном городке № 205 располагались подразделения ВВС ВМФ, напоминает установленный на постаменте самолёт МиГ-19СВ (также в память о ШМАС на набережной 40-летия ВЛКСМ в 2014 году открыта Якорная площадка).
К настоящему времени из четырёх казарменных корпусов павловского времени сохранился только один. С 2016 года, после вывода из Выборга военно-учебных частей Вооружённых сил России, в помещениях Центральных казарм размещается Военный музей Карельского перешейка. Планируется также создание центра военно-патриотического воспитания.